# Alpheratz
Alpheratz (alpha Andromedae) is de helderste ster in het sterrenbeeld Andromeda.
De ster staat ook bekend als Alpherat, Sirrah of Sirah. Omdat hij ongeveer op de grens met het sterrenbeeld Pegasus ligt werd hij vroeger hiertoe gerekend en stond bekend als delta Pegasi.
De ster maakt deel uit van de Pleiadengroep en is een van de sterren van het herfstvierkant.
Op ongeveer een halve graad ten oostzuidoosten van Alpheratz is het sterrenstelsel NGC 27 te vinden.

## Referentie

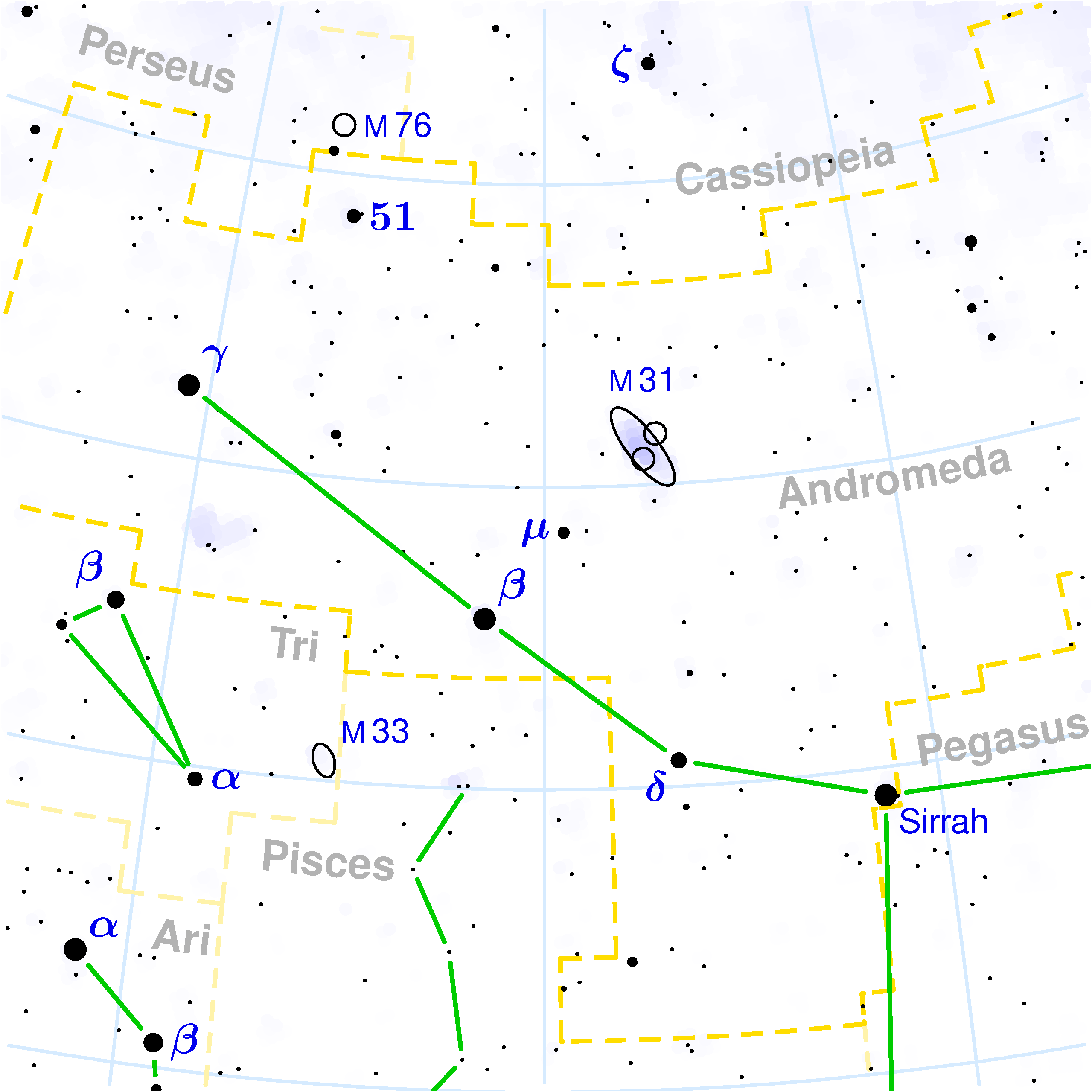
Kaart van Andromeda

- (en)  Alpheratz in de Bright Star Catalogue
- (en)  Alpheratz in SIMBAD